# Kandachime
Kandachime (神太刀女?), es un manga creado por Task Ohna y publicado por la editora Media Factory. Actualmente consta de 3 volúmenes.

## Argumento
Takuma Zushi solo quiere vivir en paz. Duerme durante clases y se salta las actividades del club. Mientras regresaba a casa, ve a una chica caminar hacia el bosque y decide seguirla. Ahí es testigo de una pelea entre dos maestros espadachines, siendo el premio la posesión de una "Kandachime", una espada que puede tomar forma humana. Esa chica, Otowa Hagane estaba a punto de perder, cuando Takuma ingenuamente se entromete en la pelea.

## Personajes
- Takuma Zushi: Protagonista de la serie. El un chico despreocupado y constantemente se brinca las actividades del Club. Su kandachime es Mumiyo, que conoció ya desde 10 años antes de la historia actual.
- Mumiyo: Ella es una Kandachime que se reúne con Takuma cuanto este entró en la pelea donde Hagane estaba a punto de perder. Ella es fuerte y es notable que se preocupa por Takuma. Ella dice que no sabe namas que cortar; ella conocía a Takuma desde 10 años atrás un día que fue de visita cuando por accidente le corta la mano. En un principio ella era una espada sin nombre y Takuma le puso como nombre Mumiyo.
- Hagane Otawa: Ella se reunió con Takuma cuando la defendió cuando estaba a punto de perder. Ella es buena con la espada, aunque parece buscar las cosas por la paz.
- Ichi: Ella es una Kandachime que sirve a Hagane Otawa.
- Yuri: Ella es compañera de clases de Takuma. Ella está en el mismo Club y siempre instante convencerlo de asistir con ella pero siempre se niega. Ella parece tener sentimientos hacia Takuma.